# ОШ „Брана Павловић” Коњух
ОШ „Брана Павловић” Коњух је једна од неколико основних школа у Граду Крушевцу. Налази се у Коњуху бб, Крушевац.

## Историјат школе[2]
Прва школска установа основана је 1821. године у Коморану. То је била школа интернатског типа. Полазници школе су били младићи старији од 15 година – деца имућнијих сељака који су желели да имају „писмену главу у кући“. Учитељи су били свештеници и писмене занатлије којима је образовање био споредан посао и за тај свој рад су били плаћени у натури. То је била црквено – приватна школа.
Од 1842. године на молбу угледних сељака, ова школа је рангирана у школску државну установу.
У периоду од 1842. до 1847. године школа се неколико пута селила од Коморана до Коњуха. 
Од 1847. гододине школа више није сељена из Коњуха. 
Некадашња школска зграда у Коморану је, пре неколико година, реновирана и претворена у музеј. Садашња школска зграда је почела да се гради 1940. године. Спрат је подигнут 1965. године. Школу је, као и друге објекте у Коњуху, 1.јула 1999. гоине. погодио јак земљотрес. Школа је реновирана. 
Школа носи име Бране Павловића, стрељаног у Крушевцу за време окупације током Другог светског рата.

## Школа данас[2]
Основна школа носи назив „Брана Павловић“ са седиштем у Коњуху, у којој се настава изводи у предметној и разредној настави. 
У свом саставу има пет издвојених одељења школе у којима се настава изводи од првог до четвртог разреда.
- Одељење у Белој Води удаљено је 3 км од матичне школе, изграђено је 1979.год. а у саставу школског простора има две учионице и просторију за предшколску групу. Школске 2016/2017. године имала је 38 ученика.
- Одељење у Брајковцу удаљено је 3 км од матичне школе, изграђено је 1992.год. а у саставу школског простора има две учионице. Школске 2016/2017. године имала је 7 ученика.
- Одељење у Љубави удаљено је 2 км од матичне школе, изграђено је 1987.год. а у саставу школског простора има две учионице и просторију за предшколску групу. Школске 2016/2017. године имала је 29 ученика.
- Одељење у Лазаревцу удаљено је 5 км од матичне школе, изграђено је 1967.год. а у саставу школског простора има два учионице и просторију за предшколску групу. Школске 2016/2017. године имала је 19 ученика.
- Одељење у Каменару удаљено је 6 км од матичне школе, изграђено је 1987.год. а у саставу школског простора има две учионице и просторију за предшколску групу. Школске 2016/2017. године имала је 16 ученика.

Школа има: 6 објеката, 5 издвојених одељења, 4+8 чистих одељења и 9 комбинованих одељења.
Школа у Коњуху поред фискултурне сале, има и два отворена терена за мале спортове (терен за мали фудбал и рукомет са постављеним головима, као и терен за кошарку са постављене две табле са обручима).